# هجوم الأنبار الغربي (2017)
هجوم الانبار الغربي (سبتمبر 2017)، هي عملية عسكرية قام بها الجيش العراقي ضد تنظيم الدولة الإسلامية (داعش) في المقاطعات الغربية من محافظة الانبار وعلى الحدود مع سوريا.
كان الهجوم متزامنا مع هجوم آخر شنته الحكومة العراقية وهو هجوم الحويجة عام 2017، فضلا عن حملة الرقة التي شنتها القوات الديمقراطية السورية ضد مدينة الرقة العاصمة الفعلية لداعش في ذلك الوقت، وحملة وسط سوريا (2017)، وهجوم الميادين 2017.